# Jacob Rathe
Jacob Rathe (Portland, 13 maart 1991) is een Amerikaans wielrenner. Rathe werd in 2006 tweede op het Amerikaanse kampioenschap veldrijden bij de nieuwelingen en in 2008 derde op het Amerikaanse kampioenschap teamsprint bij de junioren. In 2009 maakte hij definitief de stap naar het wegwielrennen. Twee jaar later werd hij tweede op het Amerikaanse kampioenschap bij de beloften.

## Overwinningen
2009
1e etappe Rothaus Regio-Tour
4e etappe Ronde van de Red River Gorge
2011
4e etappe Rutas de América
9e etappe Ronde van Portugal
2012
2e etappe Ronde van Qatar (ploegentijdrit)
2e etappe Ronde van Utah (ploegentijdrit)
2017
1e etappe Ronde van Xingtai
Eindklassement Ronde van Xingtai

## Resultaten in voornaamste wedstrijden
| Jaar | Ronde van Vlaanderen | Parijs-Roubaix |
| ---- | -------------------- | -------------- |
| 2012 | 98e                  | opgave         |
| 2013 | opgave               | opgave         |

## Ploegen
- 2012 –  Jelly Belly presented by Kenda
- 2012 –  Chipotle Development Team
- 2012 –  Garmin-Sharp [a]
- 2013 –  Garmin Sharp
- 2014 –  Jelly Belly p/b Maxxis
- 2015 –  Jelly Belly p/b Maxxis
- 2016 –  Jelly Belly p/b Maxxis
- 2017 –  Jelly Belly p/b Maxxis
- 2018 –  Jelly Belly p/b Maxxis

1. ↑  Tot eind juni heette de ploeg Team Garmin-Barracuda, maar na het aantrekken van Sharp als cosponsor werd de naam veranderd.